# Luis Valente Rossi
Luis Valente Rossi (Tacna, Chile, el 27 de enero de 1922—Roma, Italia, el 25 de mayo de 1988) fue un contador y profesor de matemáticas chileno. Hijo de don Luis Valente Cassasa y doña María Rossi, ambos de ascendencia italiana. Casado con Alicia Araya González. 
Hizo estudios primarios y secundarios en la ciudad de Arica, mientras que los estudios superiores los cursó en la Universidad Técnica del Estado, egresando en Licenciatura en Matemáticas y Contador General.
Actualmente se encuentra sepultado en el cementerio general  de Arica

## Actividades públicas
- Militante del Partido Comunista en 1937.
- Secretario del Comité Comunista Regional de Valparaíso.
- Dirigente del Sindicato de Estibadores de Tocopilla (1943).
- Regidor de la Municipalidad de Arica (1945-1946).

- Consejero de la Caja de Previsión de Carabineros de Chile (1961).
- Diputado por Arica, Iquique y Pisagua (1961-1965 y 1965-1969). Figuró como miembro de la comisión permanente de Gobierno Interior, Minería, de Agricultura y Colonización, de Trabajo y Previsión Social.
- Senador por Tarapacá y Antofagasta para el período 1969-1977. Integró la comisión permanente de Defensa Nacional y la de Salud Pública.

El golpe de Estado del 11 de septiembre de 1973 puso abrupto término a su mandato senatorial por D.L. N.° 27 del 21 de septiembre de 1973 que disolvió el Congreso Nacional.
Por su ideología comunista fue perseguido por la dictadura del general Augusto Pinochet, por lo que emigró a Italia en calidad de exiliado político en 1976, radicándose en Roma, donde falleció en 1988.